# 1938 en Inde
Chronologie de l'Inde
- 1934
- 1935
- 1936
- 1937
- 1938
- 1939
- 1940
- 1941
- 1942

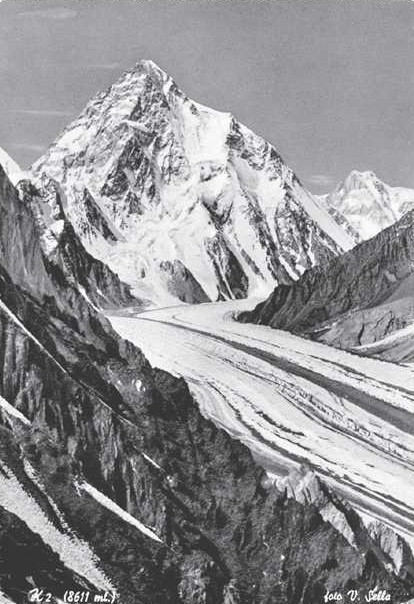
Expédition américaine du Karakoram au K2. Début de l'ascension le 12 juin.

Cette page concerne les évènements survenus en 1938 en Inde  :

## Évènement
- Agitations anti-hindi de 1937-1940 (en), dans la présidence de Madras, en opposition à l'introduction de l'enseignement obligatoire de l'hindi dans les écoles de la présidence par le gouvernement du Congrès national indien dirigé par Chakravarti Rajagopalachari.
- 12 juin : Début de l’ascension du K2, dans le cadre de l'expédition américaine du Karakoram (en).
- 30 novembre : Mort du tigre mangeur d'homme de Thak (en).

## Cinéma
Sortie de films :
- Abhagin (en)
- Bhabhi (en)
- Brahmachari (en)
- Dharti Mata (en)  réalisé par Nitin Bose (en) pour New Theatres, est un film social avec une composante romantique. Le film met en vedette K. L. Saigal (en), Uma Shashi, Kamlesh Kumari et Jagdish Sethi. Il s'agissait d'un film bilingue réalisé en bengali (Desher Maate) (1938) et en hindi en même temps. Le film comporte la chanson classique Duniya Rang Rangili Baba. Il est réalisé dans le contexte du débat sur la ruralité (agriculture) et l'urbanité (technologie) et souligne le besoin de technologie et de nouveaux concepts pour une agriculture efficace.
- Dulhan (en)
- Nirmala
- Street Singer (film) (en), considéré comme un « classique de tous les temps » du New Theatres Calcutta. Le film met en vedette K. L. Saigal, Kanan Devi, Jagdish Sethi et Bikram Kapoor avec une musique de Raichand Boral (en). Réalisé par Prafulla Chandra Ghosh (en), le film a établi la popularité de Kanan Devi et son statut de « reine de la mélodie ». Il est également classé parmi les plus grands succès de Saigal, où son interprétation e Babul Mora Naihar Chhooto Hi Jaaye (en) de Wajid Ali Shah (en) est considérée comme un classique.

## Littérature
- Composite Nationalism and Islam (en) de Hussain Ahmed Madani

## Sport
- Participation de l'Inde aux Jeux de l'empire britannique (en).

## Création
- Akhand Jyoti (en), mensuel.
- Al Jamia Al Islamia Patiya (en), université islamique à Patiya.
- Balasangam (en), organisation pour les enfants.
- Deccan Chronicle (en), quotidien.
- Musée archéologique de Thrissur (en)
- Prix de l'association des journalistes cinématographiques du Bengale
- The Deccan Times (en), quotidien.